# جمعية أمريكا الوسطى للاقتصاد البيئي
جمعية أمريكا الوسطى للاقتصاد البيئي هي فرع إقليمي للجمعية الدولية للاقتصاد البيئي. بعد تأسيسها في عام 2008 في مدينة غواتيمالا، احتفلت المنظمة بالفعل بمؤتمرها الدولي الأول في عام 2010 في مدينة مكسيكو ونظّمت المؤتمر الدولي الثاني، بدائل إيكوإيكو، في الفترة من 4 إلى 8 مارس 2014 في الحرم الجامعي الرئيسي لجامعة كوستاريكا.
لهذا الفرع من الجمعية الدولية للاقتصاد البيئي تركيزٌ فريد في الاقتصاد البيئي. نتيجة لتأثير الناشط البيئي خوان مارتينيز أليير القوي المتتابع في مجال «حماية البيئة للفقراء أو البيئة الاجتماعية»، يتم إيلاء النزاعات التوزيعية البيئية اهتماماً كبيراً. يصر أليير على أنه يوجد في الجنوب صراع ضد هذه الصراعات الناتجة عن النمو الاقتصادي، ولا سيما من قبل مناطق الشمال. هذه المساعي «تحاول الحفاظ على وصول المجتمعات إلى الموارد الطبيعية والخدمات».
علاوة على الآثار السلبية على البيئة من خلال التوزيع الاقتصادي، فإن التأثير الثقافي هو أيضًا موضع نقاش واسع. على سبيل المثال، يقترح عالم الأنثروبولوجيا أرتورو إسكوبار أن التفضيلات المدفوعة ثقافيًا هي أحد العوامل الرئيسية التي تؤدي إلى تدهور البيئة. على سبيل المثال، يمنح المجتمع بشكل طبيعي امتيازًا للنموذج الرأسمالي الذي يوزع الموارد الطبيعية لأغراض الإنتاج والربح، بدلاً من تأييد نموذج النظام البيئي للغابات الزراعية، وهو أقل ضررًا بالبيئة. كجزء من هذا التصور البديل في أمريكا الوسطى، لا يعتبر الاقتصاد البيئي أن التقييم الاقتصادي للموارد الطبيعية أو المعايير البيئية حلولاً فعالة لهذه النزاعات الاجتماعية والبيئية. من ناحية أخرى، هناك بديل قائم على أساس الحفظ القائم على المجتمع المحلي وإدارة الاستدامة تتم الدعوة إليه بشكل أكبر. من خلال إضافة المنظور الثقافي الأخير، ينتهي الأمر بالركائز الثلاث للتنمية المستدامة (الاجتماعية والبيئية والاقتصادية) إلى أن يتم تداولها من قبل هؤلاء المؤيدين.

## تاريخ
بعد الاجتماع الثاني -الذي يعقد كل سنتين للجمعية الدولية للاقتصاد البيئي- الذي عقد عام 1994 في سان هوزيه عاصمة كوستاريكا، أصبح العديد من المهنيين في المنطقة مهتمين بإنشاء فروع لهذه المنظمة في بلدانهم للاستجابة للتطور المتزايد وتدهور الأوضاع الاجتماعية-الصراعات البيئية من خلال السياسات القائمة على الاقتصاد التقليدي.
ومع ذلك، لم تنجح جهود معهد أمريكا اللاتينية للعلوم الاجتماعية في غواتيمالا، والمركز الدولي للاقتصاد السياسي في الجامعة الوطنية في كوستاريكا، وجامعة متروبوليتان المستقلة في المكسيك في إقامة منتدى الاقتصاد البيئي حتى عام 2008، حيث عقد المنتدي يومي 26 و27 أيار\مايو 2008 في مدينة غواتيمالا، بمشاركة شباب متحمسين وطلاب و50 متخصصًا من أمريكا الوسطى.
تحدث خبراء مرموقون، مثل أليخاندرو نادال، منسق مجموعة العمل المعنية بالبيئة والاقتصاد الكلي والتجارة والاستثمارات في الاتحاد الدولي لحفظ الطبيعة، ديفيد باركين وروبرتو كونستانتينو من جامعة متروبوليتان المستقلة في المكسيك، إدواردو غارسيا فرابولي من مركز أبحاث النظم البيئية التابع لجامعة المكسيك الوطنية المستقلة، برناردو أغيلار من كلية بريسكوت، أريزونا، الولايات المتحدة. والمدير التنفيذي لمؤسسة نيوتروبيكا في كوستاريكا، ميغيل مارتينيز من الصندوق العالمي للطبيعة (غواتيمالا)، وخوان بابلو كاستانيدا، البنك الدولي، برامج محاسبة الثروة وتقييم خدمات النظام البيئي وبرنامج عالمي حول الاستدامة.
تم في هذا الاجتماع كتابة دستور المنظمة وانتخاب أول مجلس إدارة. تحت قيادة الرئيسة الأولى، إليانا مونتيروسو من غواتيمالا، تم توحيد النقش القانوني والقوانين.
وفقًا للمشاركين في المنتدى، تتمثل الأهداف الرئيسية لجمعية أمريكا الوسطى للاقتصاد البيئي في إنشاء مجال مفتوح لمناقشة التطور المنهجي والنظري للاقتصاد البيئي، وتعزيز البحث العلمي متعدد التخصصات، ومتعدد التخصصات، ودعم المبادرات الأكاديمية المتعلقة بهذا الموضوع في المنطقة.
في عام 2010، تم الاحتفال بالمؤتمر الدولي الأول (الذي أصبح يعقد مرة كل سنتين لاحقاً) لجمعية أمريكا الوسطى للاقتصاد البيئي في الحديقة البيئية زوتشيميلكو، مكسيكو سيتي، في الفترة من 22 إلى 26 نوفمبر. شارك في المؤتمر متحدثون مؤثرون مثل فاندر فالكوني، وديفيد باركين، وألقى ماريو بيريز وكارلوس مونيوز بينيا محاضرات حول منصة الاقتصاد البيئي وناقشتها من أجل النهوض بالعدالة الاجتماعية والعدالة البيئية ومبادئ الاستدامة.
منذ ذلك الحين، كان على مجلس الإدارة الجديد أن يتعامل مع النقص في العضوية والأزمة المالية الأخيرة، ولكن على الرغم من هذه التحديات، فقد أحرز المجلس تقدمًا مهمًا في إنشاء موقع المنظمة الإلكتروني واستكمال العديد من دراسات ومشاريع الاقتصاد البيئي مع مؤسسة نيوتروبيكا. علاوة على ذلك، افتتحت المنظمة افتتاح برنامج ماجستير مهني في الاقتصاد البيئي والإيكولوجيا السياسية في جامعة التعاون الدولي وبدأت مؤتمر بينالي بدائل إيكو إيكو لعام 2014.

## مجالس الإدارة
يتناوب مجلس الإدارة كل عامين، وعادة ما يتم انتخابه حول المؤتمر الذي يعقد مرة كل سنتين. ستجرى الانتخابات القادمة في مارس 2014.
مجلس الإدارة الأول (2008-2011):
- الرئيس: إليانا مونتيروسو  غواتيمالا
- نائب الرئيس: ماركو أوتويا  كوستاريكا
- السكرتير: ماريو رودريغيز  غواتيمالا
- أمين الصندوق: ديفيد باركين  المكسيك
- بشكل عام: إدواردو جارسيا  المكسيك
- بشكل عام: جيزيل سانشيز  غواتيمالا
- ممثل الطالب: ماريلو بينيا  المكسيك

مجلس الإدارة الثاني (2011-2014):
- الرئيس: برناردو أغيلار  كوستاريكا
- نائب الرئيس: ديفيد باركين  المكسيك
- السكرتير: باستورا ريفيرا  نيكاراغوا
- أمين الصندوق: إليانا مونتيروسو  غواتيمالا
- بشكل عام: ماريو فوينتي  المكسيك
- المستشار: داريو إسكوبار  المكسيك
- المستشار: ديفيد مونتيسديأوكا  جمهورية الدومينيكان
- ممثل الطالب: جريتيل نافاس  كوستاريكا

مجلس الإدارة الحالي (2014-2016):
- الرئيس: برناردو أغيلار  كوستاريكا
- نائب الرئيس: ديفيد باركين  المكسيك
- السكرتير: ديفيد مونتيسدي،  جمهورية الدومينيكان
- أمين الصندوق: رانولفو بايفا سوبرينهو  البرازيل  كوستاريكا
- بشكل عام: ماريو فوينتي  المكسيك
- بشكل عام: يسوع سيسنيروس  بنما  كوستاريكا
- المستشار: جريتيل نافاس  كوستاريكا
- المستشار: ميريا سوسا  المكسيك
- ممثل الطالب: آنا ليليا إسكيفيل  المكسيك

## مؤتمر بدائل إيكو إيكو 2014
سيعقد المؤتمر الدولي الثاني لجمعية أمريكا الوسطى للاقتصاد البيئي في حرم رودريغرو فاسيو بجامعة كوستاريكا في الفترة من 4 إلى 8 مارس 2014، بدعم من كلية الأحياء ومؤسسة نيوتروبيكا. والغرض منه هو زيادة النقاش حول الاقتصاد البيئي وتوعية المزيد من الناس بأهمية الأزمة البيئية والحلول المقترحة من قبل هذه المدرسة الفكرية.
سيكون موضوع المؤتمر «التقدم نحو بدائل للناس والنظم الإيكولوجية في أمريكا اللاتينية». وسيشمل مناقشاتمتعددة التخصصات حول حل النزاعات الاجتماعية والبيئية، والبدائل ضمن نموذج الاقتصاد البيئي للتعامل مع الإنتاج والخدمات، والصراعات الاجتماعية المتعلقة بتوزيع الثروة والجنس.

## روابط خارجية
1. Official Website of the Mesoamerican Society for Ecological Economics
2. EcoEco Alternatives Conference 2014
3. Official Website of the International Society for Ecological Economics
4. Iberoamerican Network for Ecological Economics
5. Other branches of Ecological Economics